# Peipin
Peipin település Franciaországban, Alpes-de-Haute-Provence megyében. Lakosainak száma 1496 fő (2022. január 1.). Peipin Aubignosc, Entrepierres, Salignac, Sisteron és Valbelle községekkel határos.

## Népesség
A település népességének változása:
| Lakosok száma | 433  | 710  | 1008 | 1179 | 1490 | 1476 | 1464 | 1448 | 1463 | 1496 |
|               | 1968 | 1982 | 1990 | 2006 | 2013 | 2015 | 2017 | 2019 | 2020 | 2022 |